# Niskasaari (ö i Kajanaland, Kehys-Kainuu, lat 64,41, long 28,99)
Niskasaari är en ö i Finland. Den ligger i sjön Härmäjärvi och i kommunen Kuhmo i den ekonomiska regionen  Kehys-Kainuu  och landskapet Kajanaland, i den centrala delen av landet, 500 km norr om huvudstaden Helsingfors. Öns area är 0,2 hektar och dess största längd är 80 meter i sydöst-nordvästlig riktning.